# Estadio Eryaman

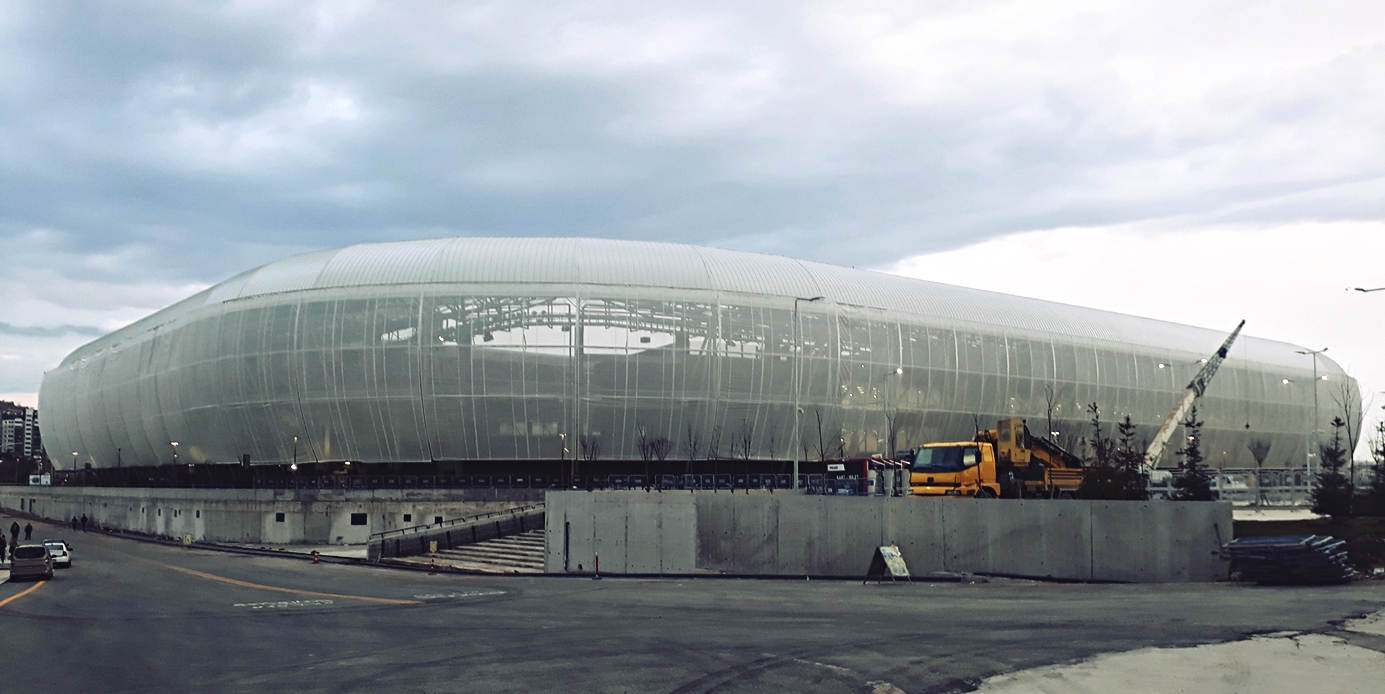

El Estadio Eryaman oficialmente Ankara Eryaman Stadyumu, es un estadio multiusos ubicado en la ciudad de Ankara, capital de Turquía. La construcción del recinto comenzó en 2016 y se completó en 2019, posee una capacidad para 20.000 espectadores. Los clubes Gençlerbirliği y MKE Ankaragücü de la Superliga de Turquía se trasladaron al estadio tras la demolición del Estadio Ankara 19 Mayıs en 2018 y que será reconstruido.
El estadio fue inaugurado el 28 de enero de 2019 con el partido entre el MKE Ankaragücü y Alanyaspor válido por la Superliga de Turquía 2018-19. 
El edificio se compone de cuatro pisos con una sala VIP para 1,222 personas. El estadio, con una capacidad de 22 000 espectadores, está construido en un área de 62 mil 255 metros cuadrados. El estadio con piso de césped híbrido es el primer estadio en Ankara en utilizar este sistema. Además, el sistema de ventilación del césped del estadio, calefacción por suelo radiante y riego también está disponible.